# Hraběšín (zámek)
Hraběšín je zámek ve stejnojmenné vesnici jihozápadně od Čáslavi v okrese Kutná Hora ve Středočeském kraji. Založen byl v renesančním slohu v první polovině sedmnáctého století jako vrchnostenské sídlo malého panství. V letech 1658–1783 sloužil potřebám sedleckého kláštera a v devatenáctém století byl loveckým sídlem Schwarzenbergů. Dochovaná podoba zámeckého areálu je výsledkem barokní přestavby z osmnáctého století a pozdějších úprav. Zámek s přilehlými pozemky a hospodářským dvorem je chráněn jako kulturní památka.

## Historie
Ačkoliv vesnice Hraběšín existovala už ve čtrnáctém století, samostatným statkem se stala až roku 1622, kdy ji získal Adam Studenecký z Pašiněvsi, který si postavil pozdně renesanční zámek. Ten po otci zdědila dcera Salomena, provdaná za Zdeňka Felixe Lukaveckého z Lukavce. V roce 1658 manželé statek prodali sedleckému klášteru, který jej využíval jako letní sídlo členů konventu. Ve čtyřicátých letech sedmnáctého století klášter nechal hraběšínský zámek přestavět v barokním slohu.
Sedlecký klášter byl zrušen v roce 1783. V následujících letech byl hraběšínský zámek ve správě náboženského fondu, od kterého jej roku 1819 koupil kníže Karel Filip ze Schwarzenbergu. Zámek od té doby sloužil jako lovecké sídlo a na konci devatenáctého století jej Schwarzenbergové upravili na myslivnu, která rodině patřila až do roku 1945. Ve druhé polovině dvacátého století v zámku bylo sídlo správy polesí a byty zaměstnanců Středočeských státních lesů.

## Stavební podoba
Renesanční jednopatrová budova zámku měla téměř čtvercový půdorys a mansardovou střechu. Při barokních úpravách byly upraveny především fasády a postaven vstupní portál se sochou svatého Jana Nepomuckého. Při dalších úpravách prováděných za Bedřicha ze Schwarzenbergu byly opět upraveny fasády a zahrada, mansardovou střechu nahradila nízká střecha valbová a k východní straně zámku byla přistavěna kaple. Na bránu z prostoru návsi byl umístěn schwarzenberský erb. Interiéry zámku byly, s výjimkou kaple svatého Floriána, výrazně upraveny ve dvacátém století. Přízemní místnosti mají klenuté stropy, ale místnosti v patře jsou plochostropé.
Zámek je součástí hospodářského areálu. Přístupný je hlavní branou od severu a boční bránou od jihu. K jižní straně zámku přiléhá hospodářské křídlo. K dalším památkově chráněným budovám ve dvoře patří kolna, stodola, sušárna a ohradní zeď.